# تصوف النساء في العصور الوسطى
كان تصوف النساء في العصور الوسطى «سلسلة من الرؤى والكشف عن الله التي حولت المتلقي تدريجيًا» وفقًا للمؤرخة إليزابيث بتروف من جامعة أكسفورد في كتابها لعام 1994 بعنوان «الجسد والروح»، كلمة «التصوف» لها أصلها في اليونان القديمة حيث شارك الأفراد الذين يطلق عليهم اسم «الغموض» في الديانات الغامضة، تم قضاء حياة المرأة الصوفية في العصور الوسطى في البحث عن الوحدة مع الله في سلسلة من المراحل، بدأت الحياة الصوفية للمرأة في العصور الوسطى مع تطهير من الروح التي أطلقت سراحها من الانغماس والتعلق الأرضي، في حالة ندم واجهت المرأة الصوفية في العصور الوسطى معاناة بسبب خطاياها الماضية، ورحمة الله لها كشفت لها من خلال الندم، سعى الصوفيون إلى تقليد معاناة المسيح من أجل اكتساب الفهم من خلال التجربة، خلال مرحلة الشفقة من المعاناة، كشف الألم الذي عانت منه صوفية المرأة في العصور الوسطى «حب المؤمن للمسيح، وعزز الوحدة مع المسيح والعالم، وبدأ في اجتذاب المؤمن إلى ما وراء يسوع الجسدي الذي عانى على الصليب لفهم ضخامة من الحب الذي حفز المسيح في العالم على المعاناة نيابة عن الإنسانية»، شهدت النساء الصوفيات في العصور الوسطى رؤى خلال ما يشير إليه المؤرخون في العصور الوسطى على أنها المرحلة المضيئة في حياتهم التي تحتوي على تعليمات من الله وسوف تنقل الوحي في شكل مكتوب.

## النساء في العصور الوسطى والرؤى
حدثت رؤى للصوفي في شكل نشوة، تجارب خارج الجسم كان خلالها الصوفي في حالة من الجمود، لا يستجيب للعالم الخارجي ولا ينفصل عنه، جاءت رؤى معظم الصوفيات الإناث خلال العصور الوسطى في شكل صور ذهنية، صوفيات القرون الوسطى كانت تعتبر أنبياء من قبل مجتمعاتهن، خلال العصور الوسطى، أدت التفسيرات في العصور الوسطى لمقاطع الكتاب المقدس مثل كورنثوس إلى استبعاد النساء من التسلسل الهرمي للكنيسة وعدم وجود سلطة لنقل الحكمة التوراتية، ومع ذلك، كان يعتقد أن النساء في القرون الوسطى أكثر عرضة لتجربة نشوة الطرب بناء على كتابات جالينوس على نظرية الفكاهة، فسر اللاهوتيون في العصور الوسطى النعومة والبرودة الأنثوية التي وصفها جالين كدليل على أن النساء أكثر انطباعًا للرؤى، أيضًا فإن الفكرة المسيحية بأن الله استخدم كائنات متواضعة مثل أوعية له تدعم قدرة النساء في العصور الوسطى على التصرف كصوفي.

## إذن وشرعية
اكتسبت شرعية المرأة الصوفي في العصور الوسطى من خلال الشراكة مع الكنيسة الكاثوليكية ولاحظت دليل على المعاناة الجسدية والتدهور، عاشت النساء المصريات في العصور الوسطى حياة زاهدة من الصيام الشديد، والامتناع عن ممارسة الجنس، والعزلة خيارات نمط الحياة التي أصبحت موهنة جسديًا وفي بعض الحالات أدت إلى الوفاة.
استخدمت نساء الصوفيات في العصور الوسطى أيضًا تشويه الذات في الإصدارات المنشورة من رؤى هن من أجل الحصول على موافقة كتابية على الوحي وإظهار وضعهن كخادمات لله المتواضعات.

### بدليل مادي
تم إثبات قدرة باطنية المرأة في العصور الوسطى من خلال المعاناة الجسدية بسبب إبادة الجسد والجروح التي ترمز إلى اتصال الصوفي بالمسيح، كان وجود الوصمات على جسم الصوفي بمثابة دليل إلهي على قدرتها على التواصل مع الله، ولوحظت علامة أخرى على القدرة الغامضة وهي تنزف يوم الجمعة خلال ساعة الصلب، بحلول نهاية العصور الوسطى، كان التدهور الجسدي لجسم المرأة الصوفية دليلًا على قدسيتها، تم تمييز النساء الصوفيات في العصور الوسطى كحالات خاصة من نعمة الله بسبب اختيارهن للمعاناة.

### بدعم من الكنيسة الكاثوليكية
دقت الكنيسة على النساء الصوفيات في العصور الوسطى لتأكيد الدين الأرثوذكسي من خلال رؤاهن، خاضت الكنيسة اللاتينية في القرون الوسطى بدعة مع المدرسة ومحاكم التفتيش وركزت على الأسرار ونماذج التدين المثالي، دعم الصوفيون تعليم الكنيسة الكاثوليكية للمعاناة نيابة عن الآخرين في رحلات البصيرة إلى المطهر حيث واجهوا النفوس المعاناة، اعتقدت النساء الصوفيات في العصور الوسطى أن عمليات الإبادة الجسدية كانت بمثابة تطهير للموتى الخاطئين، من خلال صلاة النساء في العصور الوسطى، أطلق الصوفيون النفوس من المطهر.
أظهر الصوفيون في العصور الوسطى طاعة خاصة لكونهم يعترفون، أصبح الاعتراف جزءًا رئيسيًا من التقوى الأنثوية بسبب مجلس لاتران الرابع لعام 1215 مما جعل الاعتراف جزءًا لا يتجزأ من حياة العصور الوسطى، أثناء الاعتراف، ناقش الصوفيون الإناث ما كشفهن وأقاموا شراكة مع المعترف بهم، الذين غالبًا ما قاموا بتوزيع روايات الوحي الصوفي في جميع أنحاء المجتمع المسيحي، تميز الكنيسة الكاثوليكية بتمييز الزنديق عن الصوفي المتدين، تم إحراق الصوفي مارغريت بوريتي بدعوى من قبل محاكم التفتيش في فرنسا في عام 1310 بعد أن اعتُبر نصها «مرآة الأرواح البسيطة» غير تقليدي، على العكس من ذلك، أصبح هيلدغارد أوف بينجن حليفًا للبابا يوجينيوس الثالث وبرنارد كليرفو في قتالهما ضد البدعة الألمانية في عام 1147، وفقا لبيتروف، فإن الصوفيات في العصور الوسطى «ألهمن الزعماء المسيحيين الذين قاموا بتجميع التقاليد المسيحية واقترحوا نماذج جديدة للمجتمع المسيحي.» 

## التصوف في المجتمعات الأصلية
نشأت المجتمعات الأصلية في شمال أوروبا خلال القرن الثاني عشر، كان البيجوين مجموعات من النساء اللواتي عاشن معًا، ودعمن من خلال العمل اليدوي، وقدمن الإحسان للمرضى والفقراء، وكرسوا حياتهم للنمو الروحي، قام بيجوين أيضًا بأعمال الندم مثل الجلد الذاتي والصيام والوقفات الاحتجاجية، كان البيج غريغوري التاسع مدعومًا من المجتمعات البيجينية خلال القرن الثالث عشر وأثار انتعاشًا في التدين الأنثوي، كان ينظر إلى الصوفيون المبتدئين على أنهم عرائس المسيح والقديسين الأحياء خلال العصور الوسطى.

## تزايد الشكوك في العصور الوسطى المتأخرة
قرب نهاية العصور الوسطى، من القرن الثالث عشر فصاعدًا، واجهت النساءالصوفيات المزيد من التدقيق بسبب تزايد بروز إجراءات التحقيق، في ألمانيا خلال القرن الرابع عشر، بدأ رجال الدين في تقييد الحياة الدينية للمرأة إلى حد كبير، أدان مجلس فين، في عام 1311، النساء المتدينات اللواتي كن يعظن ويعشن خارج ديرهن دون إشراف مباشر من رجل دين، وبالتالي وضع حد لحركة بيجيني، بدأت المدارس في الجامعات تقترح استخدام العمليات الاستقصائية للتخلص من البدعة بين النساء الصوفيات، يعتقد جان جيرسون، مستشار جامعة باريس، أن فساد الكنيسة وتراخيها كانا السبب وراء القبول الواسع النطاق للنساء الصوفيات، أراد جيرسون إنشاء وظيفة دائمة لمحاكم التفتيش التي حققت في التصوف والرؤى، في راينلاند وجنوب فرنسا في الفترة من 1318 إلى 1328، بدأ محققو الدومينيكان في إحراق بيجوين وغيرها من النساء المتدينات على المحك استجابةً للثورة البابوية  لجون الثاني والعشرون التي أدانت التدين القائم على الفقر، بحلول نهاية القرن الخامس عشر، أصبح الزواج الصوفي لزواج المرأة الصوفية في العصور الوسطى مع المسيح ينظر إليه على أنه تزاوج مع الشيطان من قبل الدومينيكيين.

## بعض الصوفيات في القرون الوسطى

### كاترين سيينا (1347-1380)
كاترين من سيينا كانت ابنة صباغ صوف من الدرجة الأولى وعاش خلال الموت الأسود، تعهدت بعذاريتها لله في سن السابعة، في الخامسة عشر من عمرها، قصت شعرها احتجاجًا على الزواج، بعد أن تعرضت لإصابة بالجدري في سن السابعة عشر، سمح لها والداها بالانضمام إلى مجموعة الدومينيكان من الدرجة الثالثة بسبب انخفاض احتمالات زواجها، اختارت كاثرين البقاء في المنزل وكانت هناك، في سن العشرين، لتجربة «تبني باطني» حيث أصبحت واحدة مع المسيح، كاثرين كانت وزيرة نشطة للفقراء والمرضى وأصبحت مشهورة، في عام 1370، حصلت على «موت صوفي» حيث تبادلت هي والمسيح القلوب، خلال الأسر البابلي، تنبأت كاثرين بخطة من ثلاث خطوات لإعادة تأسيس المسيحية الأخلاقية والسلمية: عودة البابوية إلى إيطاليا، وإقامة السلام بين الفصائل الإيطالية المتحاربة، وحملة صليبية في العالم الإسلامي، في عام 1347، تم إحضار الصوفي إلى فلورنسا وتم فحصه على معتقداتها وأنشطتها بواسطة الفصل العام من أمرها، في 1 أبريل 1375، كان لدى كاثرين رؤية تلقت فيها الوصمة وتنبأت بالانشقاق الكبير الذي سيحدث في عام 1379، في عام 1376 ساعدت في إقناع البابا غريغوري الحادي عشر بالعودة إلى روما، قبل سنوات من وفاتها، عاشت في روما كمستشارة للبابا، توفيت في عام 1380 عن عمر يناهز 33 عامًا.
في عام 1378 نشرت كاثرين من سيينا رؤاها في الحوار، يحكي الحوار عن محادثة بين كاترين والله حيث يشرح الله أن صلب المسيح قد خلق جسراً بين الأرض والسماء، يمكن للمسيحيين الوصول إلى الجنة من خلال المشي عبر الجسر الذي يتطلب إزالة أنفسهم من الانغماس الدنيوي واكتساب حب الفضيلة.

### مارجري كيمبي (حوالي 1373 بعد 1439)
ولدت مارجري كيمب في كينجز لين في نورفولك، إنجلترا، تزوجت من جون كيمب في سن العشرين وعانت من حمل مصاب بصحة مع طفلها الأول، كما أنها تملك وتدير مصنع الجعة والمطحنة الخاص بها حتى فشلوا وتحولت إلى تكريس نفسها بالكامل لإيمانها، خلال زواجها، سمعت أصواتاً واعتقدت أنها تعرضت للتعذيب على أيدي الشياطين، ذات يوم كانت لديها رؤية للمسيح وهو جالس بجانبها، من تلك النقطة، تم تجديد مارجيري بعاطفة كبيرة لإيمانها لكنها لم تتصرف بناءً على هذه العاطفة إلا بعد أن عاشت سنوات من الإغراءات، ذهبت مارجري في رحلات إلى الأراضي المقدسة وأسيزي وروما وألمانيا، في إحدى رؤاها، رأت نفسها خادمة للقديسة آن ومريم العذراء التي رافقتها إلى بيت لحم مع القديس يوسف؛ كانت آنذاك حاضرة لميلاد المسيح، في رؤية أخرى، منح يسوع مارجري الحق في عدم الصيام يوم الجمعة حتى يوافق زوجها على السماح لها باختيار حياة العزوبة، عندما سقط زوجها بالقرب من السلالم، أجاب الله صلواتها، مما سمح لزوجها بالعيش، لكنه طلب أن تعتني به، بخلاف رؤاها، كان جزء كبير من هوية كيمب الصوفية يعتمد على عروضها لـ «عاطفي كامل الجسم، مسموع، وموعظ»  يرجع كل ما يُعرف بحياة مارجري تقريبًا إلى نشر سيرتها الذاتية في كتاب مارغري كيمبي.

### جوليان أوف نورويتش (1342-بعد 1416)
كانت جوليان أوف نورويتش مراسًا في كنيسة سانت جوليان في كونيسفورد بإنجلترا، لا يُعرف سوى القليل عن خلفية عائلتها لكنها عاشت خلال حرب المائة عام والانشقاق الكبير، عاشت جوليان في مكان كان عبارة عن منزل صغير معزول عن المجتمع مع غرف قليلة وحديقة تستخدم للعيش، في عام 1373، جربت «العروض»، التي كانت تجربة غامضة حيث تم الكشف عنها بالعديد من الوحي والصور في وقت واحد، في «العروض»، شاهدت جوليان صلب المسيح، وأجرت محادثة مع المسيح، ثم شهد العذراء مريم أثناء البشارة، وشاهد صورة للشيطان، رؤية أخرى لجوليان هي الرب والخادم الذي في محاولة لمغادرة إرادة الله يتعثر ويعاني من الألم، وفقا لجوليان، فإن الخادم يمثل آدم والبشرية، لا يعلم أن الرب يواصل النظر إلى الخادم بنعمة ولطف رغم إخفاقاته، نشرت جوليان رؤاها في كتاب الوحي من الحب الإلهي عام 1395.

### هيلدغارد أوف بينجن (1098-1179)
بدأت هيلدغارد أوف بينجن مسيرتها الدينية في السابعة من عمرها عندما انضمت إلى خالتها جوتا، وهي انتكاسة، تحولت تراجعهم في وقت لاحق إلى دير حيث أصبحت هيلدغارد راهبة في الرابعة عشرة، كتبت رسائل ورؤى ونبوءات وأغاني ومسرحيات أخلاقية، كانت معروفة كرسول لجميع معاصريها مثل برنارد كليرفو، كان لدى هيلدغارد رؤى منذ سن الخامسة، ووفقًا لها، جربت نوعين من الرؤى الروحية: «الضوء الحي» الذي لم تر فيه شيئًا و «ظل الضوء الحي» حيث كان هناك إشعاع منتشر.
في سكيفياس، التي نشرت بين عامي 1151 و1152، سردت هيلديجارد ستة وعشرين رؤيا، هناك وصف لإحدى رؤاها في الكتاب 2 في الشكل الذي أظهره الوحي الإلهي لها: «ثم رأيت ضوءًا رائعًا، وفي النور، تم إحراقه بالكامل بنيران مشرقة وأجمل، النار من رجل من اللون الياقوت، وتدفقت تلك النور الأكثر روعة على كل تلك النار الساطعة، والنار الساطعة على كل هذا الضوء الرائع، وهذا النور الأكثر روعة والنيران الساطعة على كامل شخصية الرجل، تظهر ضوء واحد في فضيلة واحدة وقوة، ومرة أخرى سمعت أن النور الحي يقول لي: هذا هو معنى أسرار الله، وأنه قد يتم تمييزها وفهمها بحكمة ما قد يكون هذا الفراغ، والذي هو بدون بداية والتي ليس هناك ما هو مطلوب، والذي بأقوى قوة مطلي بجميع الأماكن القوية.»

### مارغريت بوريت (1250-1310)
كانت مارغريت بوريت من أصل فرنسيًا من داينو عاشت في أواخر القرن الثالث عشر وأوائل القرن الرابع عشر، قامت بنشر كتاب مرآة الأرواح البسيطة باللغة الفرنسية العامية واعتقلت بتهمة الهرطقة في عام 1310، ورفضت أن تدلي بشهادتها أثناء محاكمة محاكم التفتيش في باريس، بعد دراسة بعض مقاطع كتابها بجامعة باريس، اعتبرت أنها هرطقة منتقاة لأنها كانت متهمة في حالات قبل اعتقالها الأخير، أرسلت بوريت كتابها إلى ثلاثة علماء وافقوا على النص ونشروه، تم توزيع مرآة الأرواح البسيطة على نطاق واسع وترجمتها إلى اللغة اللاتينية والإيطالية والإنجليزية الوسطى، على عكس غيرها من الصوفيات، علمت بوريتي علانية رسالة رؤاها، على غرار هيلدغارد من بينجن، استغنت بالتمثيل الكنسي الذكري، ومع ذلك، في حالة بوريت، فقد أدانت من قبل محاكم التفتيش وحرقت في الحصة في عام 1310.
في مرآة الأرواح البسيطة، أوضحت بوريت حالات الروح المختلفة، وأوضحت: «وبالتالي فإن هذه الروح لا تعرفه سوى، وتحبه فقط، وتمدحه فقط، لأنه لا يوجد إلا ما هو موجود من قبل صلاحه، والله يحب صلاحه كلما منحها، وفضله الخير هو الله نفسه، والله لا يستطيع الخروج عن صلاحه حتى لا يسكن فيه، وبالتالي فهو ما هو الخير والصلاح هو ما هو الله، وبالتالي فإن الخير يرى نفسه عن طريق صلاحه من خلال النور الإلهي في السادس الحالة، التي يتم تنقيتها من الروح»